# Maré Mansa
Maré Mansa é uma rede de lojas de móveis, eletrodomésticos e eletrônicos. Com lojas nos estados do Rio Grande do Norte, Paraíba e Ceará.

## História
Sua primeira loja foi fundada em Currais Novos, em 1971, e inicialmente vendia apenas chinelos, conga e kichutes. No entanto, o perfil do comércio mudou, sendo atualmente 70% do negócio centrado em móveis e eletrodomésticos. Contudo o grupo ainda explora a venda de calçados sob o  nome de outras marcas, como Maison Maré Mansa, Le Femme, Maré Mansa Calçados e Primavera.
O nome da loja surgiu inspirado na loja carioca "A Impecável Maré Mansa", que patrocinava o programa de rádio A Turma da Maré Mansa, tal loja ainda existe apenas com o nome de "Impecável".
Em 2018 o Grupo operava com 80 lojas, em 3 segmentos: móveis, calçados e confecções. 
O grupo possui uma fábrica própria de sofás e estofados, localizada em Currais Novos. Assim como possui na mesma cidade, seu centro de distribuição principal.